# Campeonato de Wimbledon 1905
La edición 29.º del Campeonato de Wimbledon se celebró entre el 26 de junio y el 8 de julio de 1905 en las pistas del All England Lawn Tennis and Croquet Club de Wimbledon, Londres, Inglaterra.
El cuadro individual masculino lo iniciaron 71 jugadores mientras que el femenino lo iniciaron 44 tenistas.

## Hechos destacados
En la competición individual masculina se impuso el británico Lawrence Doherty logrando el cuarto título que obtendría en el torneo al imponerse en la final al australiano Norman Brookes.
En la competición individual femenina la victoria fue para la americana May Sutton logrando el primer título que obtendría en Wimbledon al imponerse a la británica Dorothea Douglass.

## Palmarés
| Seniors              | Vencedor                        | Resultado          | Finalista                  | Finalista |
| -------------------- | ------------------------------- | ------------------ | -------------------------- | --------- |
| Individual masculino | Lawrence Doherty                | 8–6, 6–2, 6–4      | Norman Brookes             |           |
| Individual femenino  | May Sutton                      | 6–3, 6–4           | Dorothea Douglass          |           |
| Dobles masculino     | Reginald Doherty Laurie Doherty | 6–2, 6–4, 6–8, 6–3 | Sydney Smith Frank Riseley |           |

## Cuadros Finales

### Torneo individual  femenino
| Predecesor: 1904                           | Campeonato de Wimbledon 1905 | Sucesor: 1906                                       |
| Predecesor: Campeonato de Australasia 1905 | Grand Slam 1905              | Sucesor: Campeonato nacional de Estados Unidos 1905 |

- Datos: Q1281192